# Konstantin Czewati
Konstantin Czewati, Konstantin Chevati, ros. Чевати Константин Степанович (ur. ok. 1811, zm. 28 czerwca 1862 w Livorno) – rosyjski urzędnik konsularny i dyplomata, radca stanu.
Absolwent liceum (Императорский Царскосельский лицейw) w Carskim Siole (1829). Następnie w kancelarii namiestnika carskiego w Polsce, wielkiego księcia Konstantego Pawłowicza w Warszawie (-1830), urzędnik poselstw w Berlinie i Wiedniu, zastępca rezydenta w Krakowie (1832-1846), konsul generalny w Gdańsku (1848), konsul generalny w Krakowie (1849-1851), konsul generalny w Livorno (1852-1862).